# Sapphire (песня)
«Sapphire» — песня британского певца и композитора Эда Ширана с участием индийского певца Ариджита Сингха. Она была выпущена 5 июня 2025 года в качестве третьего сингла из грядущего студийного альбома Ширана Play на лейблах Gingerbread Man Records и Atlantic Records UK. Эта композиция стала первым совместным проектом Ширана с индийским артистом и отличается смешением западного поп-рока и музыкальных влияний пенджабской культуры.

## История
«Sapphire» была первой песней, записанной для грядущего альбома Ширана Play, которая определила направление всего альбома. Он записал большую часть песни в Гоа с индийскими музыкантами и снял сопутствующее видео во время своего турне по Индии, стремясь отразить красоту и культуру страны. Он добавил, что сотрудничество с Ариджитом Сингхом стало «последним кусочком мозаики», который помог воплотить песню в жизнь.

## Композиция
«Sapphire» — ритмичный и энергичный трек, в котором индийские культурные элементы сочетаются с характерной для Ширана поп-чувствительностью, с использованием традиционных инструментов и лирических отсылок на протяжении всей композиции. Этот межкультурный подход следует за его предыдущим синглом «Azizam», в котором прослеживается влияние персидской и ирландской культур.

## Отзывы
Песня получила положительные отзывы критиков и поклонников за межкультурное слияние и запоминающуюся мелодию. Музыкальное видео быстро стало вирусным, набрав более 12 миллионов просмотров на YouTube за первые два дня. Пенджабский вокал Ширана был широко оценён в социальных сетях, а неожиданное появление индийского актёра Шахруха Хана, который известен как «король Болливуда», было встречено с восторгом поклонниками по всему миру.

## Музыкальное видео
Музыкальное видео на песню «Sapphire» было снято режиссёром Лиамом Петиком в различных городах Индии, включая Хайдарабад, Калькутту и Шиллонг. В нём Ширан участвует в индийской уличной культуре — ездит на авторикшах, играет в футбол с детьми и исследует оживлённые рынки. Среди мест, показанных в клипе, — уличные рынки Султан-Базар и дворец Фалакнума в Хайдарабаде, а также футбольный стадион Джавахарлал Неру в Шиллонге. Ариджит Сингх появляется на протяжении всего клипа, в том числе в сцене, где он едет на скутере вместе с Шираном. Клип заканчивается камео-появлением болливудского актёра Шахруха Хана, который синхронно подпевает часть припева, привлекая всеобщее внимание.

## Награды и номинации
| Организация            | Год  | Категория           | Результат | Ссылка |
| ---------------------- | ---- | ------------------- | --------- | ------ |
| MTV Video Music Awards | 2025 | Song of the Year    | Ожидается | [ 10 ] |
| MTV Video Music Awards | 2025 | Best Pop Video      | Ожидается | [ 10 ] |
| MTV Video Music Awards | 2025 | Best Cinematography | Ожидается | [ 10 ] |
| MTV Video Music Awards | 2025 | Best Editing        | Ожидается | [ 10 ] |

## Коммерческие показатели
В Великобритании песня «Sapphire» дебютировала на девятом месте в чарте UK Singles Chart, став для Ширана его 43-м хитом в топ-10 (позднее поднялась на пятое место) и 65-м в топ-40, после «Azizam» (№ 10) и «Old Phone» (№ 33).

## Чарты

### Еженедельные чарты
| Чарт (2025)                          | Высшая позиция |
| ------------------------------------ | -------------- |
| Австралия (ARIA)                     | 21             |
| Австрия (Ö3 Austria Top 40)          | 52             |
| Канада (Billboard Canadian Hot 100)  | 30             |
| Германия (GfK)                       | 35             |
| Мир (Billboard Global 200)           | 8              |
| Индия (Billboard)                    | 2              |
| Индия (India International, IMI)     | 1              |
| Ирландия (IRMA)                      | 20             |
| Литва Airplay (TopHit)               | 93             |
| Нидерланды (Dutch Top 40)            | 13             |
| Нидерланды (Single Top 100)          | 23             |
| Новая Зеландия (Recorded Music NZ)   | 18             |
| Норвегия (VG-lista)                  | 52             |
| Швеция (Sverigetopplistan)           | 58             |
| Швейцария (Schweizer Hitparade)      | 34             |
| ОАЭ (The Official MENA Chart, IFPI)  | 2              |
| Великобритания (OCC UK Singles)      | 5              |
| Великобритания (UK Asian Music, OCC) | 1              |
| США (Billboard Hot 100) ·            | 74             |

## Сертификации
| Регион                                                                      | Сертификация | Продажи |
| --------------------------------------------------------------------------- | ------------ | ------- |
| Канада (Music Canada)                                                       | Золотой      | 40 000  |
| Данные о продажах + прослушиваниях приведены только на основе сертификации. |              |         |